# Kuden
Kuden ist eine Gemeinde im Kreis Dithmarschen in Schleswig-Holstein.

## Geografie

### Lage
Das Dorf ist im südöstlichen Dithmarschen gelegen, nahe dem Nord-Ostsee-Kanal an der L 139 zwischen Buchholz und Eddelak.

### Nachbargemeinden
Nachbargemeinden sind im Uhrzeigersinn im Nordwesten beginnend die Gemeinden Quickborn und Buchholz (beide im Kreis Dithmarschen), Ecklak und Kudensee (beide im Kreis Steinburg) sowie Averlak, Eddelak und Dingen (alle im Kreis Dithmarschen).

## Geschichte
Auf dem Gemeindegelände befindet sich ein etwa 800 errichteter Burgwall, von dem noch der im Moor versunkene Unterbau und ein Wiesengelände erhalten ist. Der Ort selbst wurde an der Wende von 13. und 14. Jahrhundert erstmals erwähnt.
Er befindet sich direkt an der Geestkante in einer Talsenke an der Klev (Kliff), der ehemaligen Küstenlinie der Nordsee. Im Dorf befinden sich noch mehrere im 19. Jahrhundert errichtete Bauernhäuser und eine 1913 im Stil der Heimatschutzbewegung errichtete Schule. In ihr befindet sich seit 1969 ein Begegnungshaus.
Am 1. April 1934 wurde die Kirchspielslandgemeinde Burg aufgelöst. Alle ihre Dorfschaften, Dorfgemeinden und Bauerschaften wurden zu selbständigen Gemeinden/Landgemeinden, so auch Kuden.
Am Klev befindet sich eine Aussichtsplattform, die einen Blick über den Kudensee und die Burger Au ermöglicht.

## Wappen

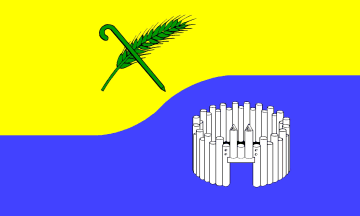
Flagge von Kuden

Blasonierung: „Von Gold und Blau im Schrägstufenschnitt geteilt. Oben schräg gekreuzt eine grüne Getreideähre und ein grüner Wanderstab, unten eine aus einem Palisadenkreis bestehende silberne Burg mit offenem Tor.“
Die Gemeinde Kuden liegt im Landschaftsraum zwischen der sandigen Geest und der grundwassernahen Marsch. Auf diese siedlungsgeographischen Grundlagen nehmen die Wappenfarben Gold und Blau Bezug. In ungewöhnlicher Auswahl und Kombination erscheinen zwei der drei Wappenfiguren. Der mit der die Bedeutung der Landwirtschaft symbolisierenden Getreideähre gekreuzte Wanderstab leitet sich von einer mündlich überlieferten, örtlich verbreiteten Sage her, nach der ein Mann, der sich auf Wanderschaft begeben hatte, nach seiner Rückkehr sein Heimatdorf und dessen Bewohner nicht mehr vorfand. Eine Seuche hatte diese dahingerafft, die Häuser waren zerstört. Darauf ließ der Mann sich im Gebiet von Kuden nieder und wurde damit der erste Einwohner dieses Ortes. Die Palisadenburg im Schildfuß weist auf ein möglicherweise frühmittelalterliches Bauwerk hin, das bei Grabungen im Jahre 1994 noch ohne genaues Ergebnis näher untersucht wurde. In der Bevölkerung war das Wissen um eine „Burganlage“ seit langem verbreitet, da man bei Erdarbeiten regelmäßig auf fossile Hölzer stieß.

## Politik

### Gemeindevertretung
Bei der Kommunalwahl am 14. Mai 2023 wurden insgesamt neun Sitze vergeben. Von diesen erhielt die Allgemeine freie Wählergemeinschaft Kuden sechs Sitze und die Kommunale Wählervereinigung Kuden drei Sitze.